# آن سيتوارت (1640-1637)
ولأميرة بريطانية عاشت أنظر: آن أميرة ملكية، لـ ملكة بريطانية أنظر: آن ستيوارت.
آن سيتوارت (17 مارس 1637 - 5 نوفمبر 1640) هي الطفل السابع وأبنة الثالثة لـ تشارلز الأول ملك إنجلترا وهنريتا ماريا من فرنسا. توفيت من مرض السل في قصر ريتشموند، ودفنت بجانب شقيقها تشارلز جيمس في كنيسة وستمنستر.